# 鎺国行
鎺国行（はばきくにゆき）は、鎌倉時代中期に作られたとされる日本刀(太刀)である。伊達政宗の愛刀と知られており、宮城県仙台市にある仙台市博物館が収蔵している。

## 概要
鎌倉時代後期、山城国来派の実質的な祖である刀工・来国行によって作られた刀である。来派は山城国粟田口派から派生する形で誕生し、鎌倉時代中期から南北朝時代にかけて隆盛した一派であり、祖である国吉の作刀が存在せず国行が実質的な祖とされている。本作の名前の由来は、刀身だけでなく、鎺（はばき）も来国行の作であったことに由来する。
本作は1589年(天正17年)6月9日に、関白豊臣秀吉から米沢城の政宗へ贈られたものである。小田原攻めの頃、秀吉は政宗が飼っていた鷹が目赤鶴を捕まえたという話を聞いて、秀吉がその鷹を所望したことから政宗は獲物の鶴とともに鷹を贈った。これに対して本作は鷹の返礼品として秀吉から政宗に贈られたものである。なお、同年6月11日に秀吉の側近である富田一白が政宗宛てに出した書状によると、本阿弥家に依頼して元の来国行作の鎺から金無垢の鎺へと作り替えようとした際に、本阿弥家にて来国行作の鎺の方を紛失してしまったため、探し出して提出するように一札取っているとの記述が遺されている。
政宗は本作を大いに気に入り、登城時の差料として用いていた。その後政宗は他家への流出を禁じ、江戸時代を通して仙台藩主伊達家の家宝となった。また、1684年（貞享元年）極月3日付けで金百枚の折紙が付いている。
太平洋戦争終戦までは伊達家に伝来していたが、戦後の混乱の中で伊達家から流出した。直近では2018年に逝去した刀剣研究家である小笠原信夫が所持していたが、2019年（平成31年）2月18日に小笠原の遺志を汲んだ遺族の厚意によって仙台市博物館に寄贈された。仙台市博物館では伊達家にゆかりのある遺品が多数収蔵されているが、政宗所有の由緒が明確な刀剣を仙台市が所有するのは初めてであった。なお、本作が秀吉から下賜された際の礼状も仙台市博物館にて収蔵されている。

## 作風

### 刀身
鎬造で、刃文は小乱れを基調とする。茎（なかご、柄に収まる手に持つ部分）は磨上げ（短く切り詰める）による無銘であるが、鎺（はばき）に国行と刻まれているため、刀身も来国行の作と伝えられている。しかし、来国行作の鎺は本阿弥家で紛失されたまま遂に見つかることがなく、新調した金無垢の二枚鎺が現存している。金無垢の二枚鎺は上鎺が松皮苔風になっており、そこに「国行」と透かしが入っている。

### 外装
拵(こしらえ)のうち、鞘(さや)は黒塗で、紫色の下げ緒がつく。柄は白鮫を着せて金の一疋獅子の目貫（めぬき）の上に黒糸を巻く。鍔(つば)は亀甲文様が透かし彫りにされている。